# Saint-Didier-en-Velay
Saint-Didier-en-Velay  ist eine französische Gemeinde mit 3502 Einwohnern (Stand 1. Januar 2022) im Département Haute-Loire in der Region Auvergne-Rhône-Alpes. Sie gehört zum Arrondissement Yssingeaux und zum Kanton Deux Rivières et Vallées.

## Geographie
Die Gemeinde liegt im Velay, einer Landschaft im französischen Zentralmassiv, rund 40 Kilometer nordöstlich von Le Puy-en-Velay und 17 Kilometer südwestlich von Saint-Étienne. Nachbargemeinden von Saint-Didier-en-Velay sind:
- Saint-Ferréol-d’Auroure im Norden,
- Saint-Just-Malmont im Nordosten,
- Saint-Victor-Malescours im Osten,
- Saint-Pal-de-Mons und Sainte-Sigolène im Süden,
- La Séauve-sur-Semène im Westen und
- Pont-Salomon im Nordwesten.

Saint-Didier-en-Velay liegt im Einzugsgebiet des Flusses Semène, der in nordwestlicher Richtung zur Loire entwässert.

### Verkehrsanbindung
Das Gemeindegebiet wird von der Départementsstraße D500 versorgt, die Nationalstraße 88 verläuft westlich der Gemeinde, in etwa vier Kilometer Entfernung.

## Bevölkerungsentwicklung
| Jahr                       | 1968 | 1975 | 1982 | 1990 | 1999 | 2009 | 2016 |
| Einwohner                  | 2555 | 2422 | 2580 | 2723 | 2891 | 3313 | 3425 |
| Quellen: Cassini und INSEE |      |      |      |      |      |      |      |

## Sehenswürdigkeiten
- Église Saint-Didier aus dem 12. Jahrhundert, Monument historique[1]